# 鄭義 (元朝)
郑义（？—1232年），河间（今河北省河间市）人，蒙古帝国人物。

## 生平
郑义奉事蒙古大汗窝阔台（元太宗），佩金符，为山东路都元帅，兼景州军民人匠长官。跟随蒙古大军伐金朝。1232年他在归德府与金军决战，战死。弟弟郑德温袭任元帅。1234年，从攻徐州，陷阵而死。其子郑泽、郑江先后袭任。